# رانش مفهوم
رانش مفهوم یا گذار مفهوم (انگلیسی: Concept Drift) (تغییر تدریجی مفهوم) در یادگیری ماشین به معنی تغییر ویژگی‌های آماری متغیر مورد مطالعه است به طوری که مدل در طول زمان به صورت پیش‌بینی نشده‌ای تغییر می‌کند. رانش مفهوم باعث می‌شود که پیش‌بینی‌ها با گذر زمان دقت خود را از دست بدهند.

## نمونه‌ها
در نرم‌افزارهای تشخیص تقلب ممکن است روش‌های تقلب تغییر کند و مدل‌های پیشینی که برای شناسایی تقلب در تراکنش‌ها مورد استفاده قرار می‌گرفتند دیگر کارا نباشند.
رفتار مشتریان در یک فروشگاه آنلاین ممکن است در طول زمان تغییر کند. مدل‌هایی که پیش‌تر با مثلاً استفاده از مقدار پول صرف شده در تبلیغات یا روش‌های ترویجی درست کار می‌کردند ممکن است با گذشت زمان دقت کم‌تری داشته باشند. هم‌چنین تغییرات فصلی نیز می‌توانند یکی دیگر از دلایل رانش مفهوم باشند.